# Жуан Пеглоу
Жуан Габріел Мартінс Пеглоу (порт. João Gabriel Martins Peglow; 7 січня 2002) — бразильський футболіст, нападник клубу  «Ді Сі Юнайтед».

## Клубна кар'єра
Вихованець футбольної академії «Інтернасьйонала» (Порту-Алегрі). У березні 2019 року підписав свій перший професійний контракт із клубом з опцією викупу у розмірі 60 мільйонів євро. 25 липня 2020 дебютував в основному складі «Інтернасьонала» в матчі Ліги Гаушу проти «Еспортіву». На початку 2024 року підписав контракт з польським клубом «Радом'як» (Радом) до середини 2026 року.

## Кар'єра у збірній
У 2019 році у складі збірної Бразилії до 17 років виграв чемпіонат світу до 17 років, який пройшов у Бразилії, забивши на ньому 3 м'ячі — «дубль» проти Канади в першому груповому матчі та гол проти Італії у чвертьфіналі.

## Досягнення

### Командні досягнення
Збірна Бразилії (до 17 років)
- Переможець чемпіонату світу (до 17 років) : 2019